# Zathecus graphites
Zathecus graphites är en skalbaggsart som beskrevs av Bates 1867. Zathecus graphites ingår i släktet Zathecus och familjen långhorningar. Inga underarter finns listade i Catalogue of Life.